# Малая Нореньга
Малая Нореньга (Нижняя Нореньга, Малая Норинга) — река в Тотемском районе Вологодской области, приток Сухоны.
Устье реки находится в 256 км по левому берегу реки Сухона, в 1,5 км ниже устья реки Большая (Верхняя) Нореньга. Длина реки составляет 26 км.

## Описание
Течёт на юг по незаселённой местности. Перед впадением в Сухону протекает мимо деревень Горелая, Запольная, Совинская Медведевского сельского поселения, устье расположено рядом с деревней Медведево. Крупных притоков нет.
Питание преимущественно снеговое. Половодье с начала апреля до конца мая. Замерзает в конце октября — первой половине ноября, вскрывается в середине апреля — первой половине мая.

## Происхождение названия
Слово «нореньга» (норинка) имеет финно-угорское происхождение. Возможно влияние индоиранских языков.

## Данные водного реестра
По данным государственного водного реестра России относится к Двинско-Печорскому бассейновому округу, водохозяйственный участок реки — Северная Двина от начала реки до впадения реки Вычегда, без рек Юг и Сухона (от истока до Кубенского гидроузла), речной подбассейн реки — Сухона. Речной бассейн реки — Северная Двина.
Код объекта в государственном водном реестре — 03020100312103000008664.